# Pro Evolution Soccer 2012
Pro Evolution Soccer 2012 (abreviado para PES 2012 e conhecido oficialmente na Ásia como World Soccer: Winning Eleven 2012) é a décima primeira edição da série Pro Evolution Soccer desenvolvido e publicado pela Konami com a assistência de produção da equipe Sky Blue.  A capa tem o jogador Cristiano Ronaldo. Na versão estadunidense e latino-americana mostra Neymar e Cristiano, juntos.
Como nas versões anteriores do jogo, PES 2012 tem como destaque a UEFA Champions League, UEFA Europa League, UEFA Super Cup e o maior torneio das Américas, a Copa Santander Libertadores.
Em 28 de julho de 2011, a Konami confirmou que Pro Evolution Soccer 2012 seria lançado para Nintendo Wii, Playstation 3, Xbox 360 e PC (Microsoft Windows) em 27 de Setembro 2011 nas Américas e 14 de outubro de 2011 na Europa. Houve duas demos, ambas as quais se destinavam a ser lançado para o Wii, PlayStation 3, Xbox 360 e PC. O primeiro é baseado em uma versão de antevisão do jogo e foi lançado em 24 de agosto de 2011 para PlayStation 3 e PC. A segunda demo foi lançado 14 de setembro na wii Playstation 3, Xbox 360 e PC.
No dia 11 de novembro, foi Lançada a versão para Playstation 2 e PSP.

## Novos recursos e aprimoramentos
Segundo o Produtor executivo do jogo Shingo Takatsuka 'Seabass', Pro Evolution Soccer 2012 terá uma grande melhoria na jogabilidade referente às versões anteriores, focando principalmente na inteligência artificial do jogo (sistema batizado pela Konami de Sistema IA).

## Jogabilidade
- O Sistema IA (agora chamado pela Konami de Active AI) foi totalmente reformulado, priorizando a inteligência artificial do jogo.[2]
- Teammate Control System: A Inteligência Artificial do jogador controlado e de seus companheiros de equipe foi aprimorada, permitindo aos fãs a liberdade de  controlarem jogadores sem a posse de bola de forma inteligente (sistema chamado pela Konami de off-the-ball) sendo muito útil para abrir a defesa, mover espaços, reagindo a todos os comandos executados, toda equipe agora irá reagir muito mais dinamicamente aos comandos, movimentando-se estrategicamente durante a passagem de bola.[3]
- Um novo nível de dificuldade (Superstar ou Super-estrela) foi adicionado, e poderá ser liberado na “PES Shop”, esta noticia foi divulgada por Charlie Adam um dos produtores do jogo. Adam ainda afirmou que este novo nível foi adicionado a pedido dos fãs da série.[4]

## Narração e Comentários
- Jon Champion e Jim Beglin.
- Jon Kabira , Hiroshi Nanami e Tsuyoshi Kitazawa.
- Carlos Martinez e Julio Maldonado "Maldini".
- Pierluigi Pardo e Luca Marchegiani.
- Pedro Sousa e Luís Freitas Lobo.
- Christian Martinoli e Luis Garcia.
- Silvio Luiz e Mauro Beting.[5]

## Trilha sonora
PES 2012 contém 10 músicas licenciadas.
| Música                                | Artista                         | Origem da Música |
| ------------------------------------- | ------------------------------- | ---------------- |
| TheWave (IG Culture Original Twist)   | Alex Malheiros & Banda Utopia   | Brasil           |
| Dresinen                              | Casiokids                       | Noruega          |
| Life Magazine                         | Cold Cave                       | Estados Unidos   |
| Jump Around                           | Fear, and Loathing in Las Vegas | Japão            |
| This Orient (Starkey Remix)           | Foals                           | Reino Unido      |
| Black Gloves (Bloody Beetroots Remix) | Goose                           | Bélgica          |
| Vox Populi                            | Jupiter                         | Japão            |
| Elektrify (Lexicon Avenue Remix)      | Spector                         | Reino Unido      |
| Rock It                               | Sub Focus                       | Reino Unido      |
| Swoon (BOYS NOIZE Summer Mix)         | The Chemical Brothers           | Reino Unido      |

## Design
Após três anos de parceria com Lionel Messi, estrela argentina do Barcelona estampando a capa do jogo (Messi foi capa desde a versão 2009), Jon Murphy informou o fim da parceria, segundo o produtor europeu do jogo a mudança deve-se ao fato de um início de uma nova era para o PES. Murphy ainda agradeceu os três anos de trabalho junto à estrela argentina, e ressaltou a importância do craque na evolução da série. No dia 17 de agosto de 2011 a Konami anunciou que a capa do jogo será o craque Cristiano Ronaldo. O português já estampou a capa do jogo na versão 2008. Nas Américas ele divide a capa com Neymar, estrela do Santos. Pro Evolution Soccer 2012 marca a estreia de Paulo Henrique Ganso e Neymar com suas feições originais, que podem ser atualizadas, assim como todos os outros jogadores.